# Ronald van der Geer
Ronald van der Geer (Delft, 8 juni 1965) is een Nederlands sportverslaggever. Hij was werkzaam voor Southfields, een sport productiebedrijf. Via Southfields was Van der Geer onder meer commentator voor SBS6 en Veronica en Ziggo Sport. Van der Geer was van augustus 2015 tot september 2019 perschef bij ADO Den Haag. Hij vertelde mooi terug te kijken op deze periode met veel ups en downs. Op dit moment is hij werkzaam voor RTV Rijnmond.

## Levensloop
Voordat Van der Geer bij Southfields begon, werkte hij als presentator bij Stads Radio 94 Den Haag en presenteerde hij ook "de Wekservice", het ochtendprogramma op Stads Radio Rotterdam. Daarna stapte hij, samen met zijn toenmalige sidekick Ruud van Os, over naar RTV Rijnmond. Hier werkte hij als presentator en verslaggever voor Radio Rijnmond Sport. Tijdens zijn periode bij RTV Rijnmond werkte Van der Geer al als freelance voetbalverslaggever voor NOS Langs de Lijn. In het begin van deze eeuw trad hij fulltime in dienst bij de NOS. Vanaf 2008 presenteerde hij ook af en toe Langs de Lijn.
Sinds eind 2009 werkte Van der Geer ook voor NOS Studio Sport. Op 20 juni 2010 maakte hij zijn debuut bij een livewedstrijd op televisie, als opvolger van Evert ten Napel deed hij verslag van Slowakije tegen Paraguay op het WK voetbal 2010. Hij versloeg verder nog drie duels voor televisie op dit WK. Net als Van der Geer maakte ook Jeroen Elshoff zijn debuut op een groot eindtoernooi.
Ook was Van der Geer een de vaste voice-overs van Studio Sport Eredivisie. Direct nadat collega Bas Ticheler bekendmaakte perschef te worden van het Nederlands Elftal werd Van der Geer tijdens het wereldkampioenschap voetbal 2014 snel doorgeschoven tot de functie commentator bij wedstrijden van het Nederlands Elftal, samen met Jack van Gelder bij Langs de Lijn. Het duo maakte furore, mede doordat Oranje de halve finale haalde. Ook na het WK deed Van der Geer een aantal wedstrijden van het Nederlands Elftal, afwisselend met onder meer Arno Vermeulen.
In mei 2015 maakte Van der Geer bekend dat hij zou vertrekken bij de NOS en aan de slag gaat bij Southfields om verslag te doen van, onder andere, wedstrijden in de UEFA Champions League voor SBS6. Van der Geer maakte de stap om meer livewedstrijden op televisie te kunnen verslaan, waar hij bij de NOS vanwege de grote concurrentie geen kansen voor kreeg. Van der Geer was de vaste man die de Nederlandse clubs verslaat. Ook was hij soms te horen bij Ziggo Sport, waar hij via Southfields verslag deed van buitenlandse competities. Voor FOX Sports gaf hij regelmatig commentaar bij wedstrijden uit de Jupiler League.
Sinds de zomer van 2016 is Van der Geer ook in dienst als perschef van ADO Den Haag.